# Aeropuerto de Pico
El Aeropuerto de Pico (en portugués: Aeroporto do Pico) (IATA: PIX, OACI: LPPI), está situado en la isla de Pico, (Azores, Portugal). Es un pequeño aeropuerto que tiene vuelos regulares a Ponta Delgada (isla de São Miguel) y Terceira dentro del archipiélago de las Azores, y también conecta con Lisboa. En los últimos años ha sido remodelado para permitir operaciones con aviones de mayor tamaño y se han mejorado sus equipamientos.

## Aerolíneas y destinos

### Destinos nacionales
| Ciudades           | Nombre del aeropuerto                       | Aerolíneas      | Aeronaves | Frecuencias semanales |
| Portugal           | Portugal                                    | Portugal        | Portugal  | Portugal              |
| ------------------ | ------------------------------------------- | --------------- | --------- | --------------------- |
| Azores             |                                             |                 |           |                       |
| Ponta Delgada      | Aeropuerto de Ponta Delgada - João Paulo II | SATA Air Açores | DHC-8     |                       |
| Isla Terceira      | Aeropuerto de Lajes                         | SATA Air Açores | DHC-8     |                       |
| Distrito de Lisboa |                                             |                 |           |                       |
| Lisboa             | Aeropuerto de Lisboa                        | Azores Airlines | A32x      |                       |